# Diuris striata
Diuris striata là một loài thực vật có hoa trong họ Lan. Loài này được Rupp mô tả khoa học đầu tiên năm 1943.